# Paraconophyma pusilla
Paraconophyma pusilla är en insektsart som beskrevs av Bei-bienko 1958. Paraconophyma pusilla ingår i släktet Paraconophyma och familjen gräshoppor. Inga underarter finns listade i Catalogue of Life.